# Мюллер, Ханс Александр
Ханс Александр Мюллер (нем. Hans Alexander Müller; 1888, Нордхаузен — 1962, Нью-Милфорд, штат Коннектикут) — немецко-американский гравёр и художник книги.
Окончил Лейпцигскую академию художеств, в 1923—1933 гг. преподавал там же, руководя ксилографической мастерской. С приходом к власти нацистов был постепенно отстранён от работы в связи с еврейским происхождением жены и в 1937 г. эмигрировал в США. В 1938—1958 гг. преподавал на отделении дополнительного образования для взрослых Колумбийского университета, в 1944 г. получил гражданство США. Работал над агитационными плакатами для Республиканской партии США.